# Les Enfants de la grand-route
« Kinder der Landstrasse » redirige ici.  Pour le film, voir Kinder der Landstrasse (film).
Les Enfants de la grand-route (en allemand : Hilfswerk für die Kinder der Landstrasse) est un programme d'assimilation par enlèvements créé par Pro Juventute en 1926 en Suisse. Il vise à la sédentarisation forcée des gens du voyage en retirant autoritairement les enfants yéniches et manouches à leurs parents et en les plaçant dans des institutions ou dans des familles d'accueil, et en séparant les fratries. Ce programme est suspendu en 1973, sa révélation par la presse ayant suscité un vaste scandale.
Le 21 février 2025, le Conseil fédéral reconnaît que ce programme est constitutif d'un crime contre l'humanité.

## Placements forcés d'enfants
En 1926 est créée par Pro Juventute l'« Œuvre des enfants de la grand-route » sous l'influence d'Alfred Siegfried et à la demande de Giuseppe Motta, afin de soustraire les enfants yéniches et manouches à leurs familles, dont le mode de vie nomade est considéré comme un fléau social à éradiquer. Dans le but de les sédentariser, 586 enfants sont ainsi placés dans des orphelinats ou dans des familles d'accueil et subissent parfois de mauvais traitements,,. La moitié de ces enfants proviennent des Grisons, mais des familles des cantons du Tessin, de Saint-Gall et de Schwytz sont également touchées.
L'hebdomadaire alémanique Der Schweizerische Beobachter ayant dévoilé le scandale des placements forcés, ces activités suscitent un vaste scandale public. L'« Œuvre » est dissoute en 1978.
Le président de la confédération Alphons Egli présente des excuses publiques, car le projet est financé par l'aide financière de l'État. Le programme est dissout en 1973, ses archives mises sous scellés. Pro Juventute présente des excuses officielles aux victimes. En 2013, la conseillère fédérale Simonetta Sommaruga présente les excuses officielles de la confédération Suisse,. Mais Guido Flury estime que ce n'est pas suffisant, d'autant que les autorités suisses refusent d'indemniser les victimes pour ne pas créer de précédent. Il lance donc une initiative populaire pour obtenir cette indemnisation,.
Un fonds d'entraide de sept millions de francs suisses est créé, mais le canton de Genève refuse d'y participer.
En 1981, Mariella Mehr, pupille de Pro Juventute, publie son autobiographie, L'Âge de pierre, qui relate son expérience personnelle. Clément Wieilly découvre à l'âge de 60 ans qu'il a une sœur en Argovie, et il crée le 14 mai une association d'aide aux personnes qui ont vécu la même situation, nommée Agir pour la dignité.
En 1992, le réalisateur Urs Egger (de) réalise un film sur le sujet : Les Enfants de la grand-route (de).

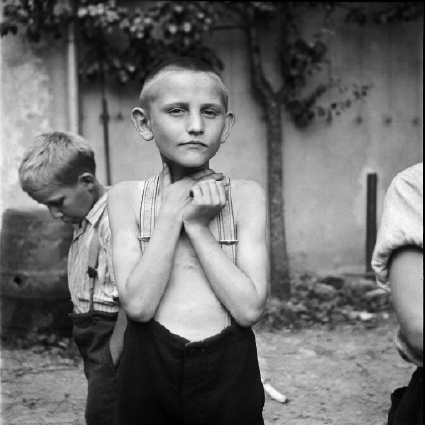
Garçon, Foyer Sonnenberg de Lucerne, par Paul Senn vers 1944

Une exposition de photographies de 1944, réalisée par le photographe Paul Senn, retrace les conditions de vie au foyer pour garçons de Sonnenberg. L'exposition est reprise en version itinérante afin de sensibiliser l'opinion publique,.

## Analyse
Selon l'anthropologue Walter Leimgruber, les théories racistes, eugéniques et nationalistes ont joué un rôle important dans la marginalisation des enfants yéniches en Suisse et dans les persécutions qui leur ont été infligées.
« Les enfants du voyage étaient labellisés comme racialement inférieurs, sur base de recherches menées par des psychiatres comme Josef Joerger (1919), qui avait désigné les Yéniches comme « psychopathes amoraux », « nymphomanes » ou « alcooliques irrécupérables » », selon la sociologue Véronique Mottier.
Dans La racialisation en Suisse (2022), Jovita dos Santos Pinto et ses collègues situent les enlèvements, qui avaient pour but de sédentariser les enfants yéniches, et en définitive de « détruire les cultures non sédentaires », dans un ensemble de pratiques telles que les stérilisations contraintes en Suisse, qui ont ciblé également des personnes de couleur, ainsi que d'autres catégories socialement défavorisées ou handicapées.

## Reconnaissance de crime contre l'humanité
Le 21 février 2025, le Conseil fédéral reconnaît que les mesures prises à l'encontre des enfants yéniches et manouches constituent un crime contre l'humanité mais rejette l'idée qu'il puisse s'agir d'un génocide. La conseillère fédérale à la tête du Département fédéral de l'intérieur, Elisabeth Baume-Schneider, déclare que ces faits sont « une page très sombre » de l'histoire de la Suisse et qu'il faut entendre « par crimes contre l'humanité une attaque généralisée ou systématique lancée contre toute population civile ».

## Analyse juridique
C’est sur la base d’un avis de droit, établi à la demande du Département fédéral de l’intérieur (DFI), que le Conseil fédéral a reconnu les actes commis dès 1926 dans le cadre du programme « Oeuvre des enfants de la grand-route » comme un crime contre l’humanité. Cet avis de droit propose une analyse juridique complète de la situation.  
Le communiqué du Conseil fédéral du 20 février 2025 explicite lui-même ce lien intrinsèque entre la reconnaissance du Conseil fédéral et l’avis de droit susmentionné. Il commence en expliquant que « lors de sa séance du 19 février 2025, le Conseil fédéral a pris connaissance d’un avis de droit portant sur la persécution des Yéniches et des Manouches/Sintés ». Puis il se base explicitement sur la conclusion de ce dernier « que les enlèvements d’enfants ainsi que la volonté de briser les liens familiaux afin d’éliminer le mode de vie nomade et d’assimiler les Yéniches et les Manouches/Sintés doivent être qualifiés de « crimes contre l’humanité » selon les critères en vigueur du droit international public » et finit par réitérer ses excuses. 

### L’avis de droit
En novembre 2021, l’Union des associations et représentants des nomades suisses (UARNS) exige que la Suisse reconnaisse les faits comme génocide. Puis, en janvier 2024, l’association Radgenossenschaft der Landstrasse exige à son tour la reconnaissance d’un « génocide culturel ». Pour donner suite à ces deux demandes, le DFI mandate le professeur Oliver Diggelmann, un expert indépendant, pour réaliser un avis de droit sur le sujet. Bien que cela puisse sembler anecdotique, cet enchainement des événements démontre en réalité l’impact qu’un acteur tel qu’une association peut avoir sur un État.  

#### 1. Les faits juridiquement pertinents
Étant donné que la persécution contre les Manouches n’a pas pu être élucidée de manière suffisamment précise et fiable pour la prendre en compte, cet avis de droit concerne uniquement les Yéniches. 
Voici très succinctement ce que l’avis de droit a retenu comme faits : entre 1926 et 1972, entre 600 et 2’000 enfants ont été victimes de mesures de coercition à des fins d’assistance et de placement extrafamiliaux. Ces mesures ont été prises dans le cadre du programme « Œuvre des enfants de la grand-route » géré par la fondation Pro Juventute.  

#### 2. Crime contre l’humanité en droit international public
Tout d’abord, l’avis de droit qualifie les événements susmentionné de crime contre l’humanité selon les critères en vigueur aujourd’hui du droit international public, au sens du Statut de Rome de la Cour pénale internationale. Cependant, la qualification de génocide est rejetée. Par la suite, cet avis de droit reconnait la Confédération suisse comme coresponsable de ce crime selon les règles de la responsabilité de l’état pour fait internationalement illicite.  

##### a) Crime contre l’humanité selon le droit en vigueur au moment des faits
Il est important de mentionner que l’avis de droit et la reconnaissance du Conseil fédéral sont tous deux basés sur le droit en vigueur actuellement, non pas sur le droit en vigueur au moment des faits.  
Étant donné le principe primordial de non-rétroactivité du droit, il est pertinent de mentionner que le droit au moment des faits, c’est-à-dire entre 1926 et 1972, n’était pas le même.  
Historiquement, la notion de crime contre l’humanité a été conçue pour compléter les crimes de guerre. Selon certains auteurs, cette infraction nécessitait un lien avec la guerre, et ce, jusqu’à la réforme du droit pénal international dans les années 90. Bien cette position ne soit pas partagée par tous les auteurs,,, on peut retenir ici que le droit en vigueur au moment des faits et le droit actuel ne sont pas les mêmes.  
Selon cette doctrine, le droit en vigueur au moment des faits n’aurait pas permis de qualifier ces événements de crime contre l’humanité, étant donné que la persécution des Yéniches en Suisse ne s’est pas inscrite dans un cadre de guerre. 
Pourtant, la Confédération suisse ne s’est pas penchée sur la question au vu du droit international en vigueur au moment des faits mais sur le droit actuel. Autrement dit, le conseil fédéral ne s’est pas limité à une analyse purement juridique mais a plutôt fait une évaluation politico-morale des actes commis sur son territoire,.  
Notons que la condamnation d’une instance juridique est émise par un tribunal et entraîne des sanctions légales, qui peuvent être contraignantes. Dans ce cadre, c’est presque toujours sur le droit en vigueur au moment des faits, en accord avec le principe de non-rétroactivité, que le tribunal va se prononcer. En revanche, une reconnaissance officielle par le Conseil fédéral est une position politique sans conséquence juridique directe et peut ainsi s'appuyer sur le droit actuel, contrairement au principe de non-rétroactivité. Bien que cet acte saie plutôt une portée symbolique, il n'est pas pour autant privé d’une grande importance politique.

##### b) Crime contre l’humanité selon le droit actuel
L’article 7 du Statut de Rome de la Cour pénale internationale, définit le crime contre l’humanité de la manière suivante : « quelconque des actes ci-après lorsqu’il est commis dans le cadre d’une attaque généralisée ou systématique lancée contre toute population civile et en connaissance de cette attaque », il continue en énumérant plusieurs actes, notamment la « persécution de tout groupe ou de toute collectivité identifiable pour des motifs d’ordre politique, racial, national, ethnique, culturel, religieux  ou sexiste » à la let. h et toute autres « actes inhumains de caractère analogue causant intentionnellement de grandes souffrances ou des atteintes graves à l’intégrité physique ou à la santé physique ou mentale » à let. k. 
L’élément constitutif central, énuméré à l’art. 7 al. 1, est ainsi la commission systématique ou généralisée de l’infraction,,. C’est notamment le cas lorsque les actes concernés sont basés sur un plan établi et peuvent dès lors se répéter,,. La quantité numérique des victimes est importante pour cette qualification. 
Dans les faits, au moins 600 enfants ont été retirés de leurs familles et Alfred Siegfried, responsable de ce programme, a explicitement fait référence à cette démarche comme « planifiée ». 
Il est ainsi possible d’affirmer, sur ces bases, que cette opération fut commise « dans le cadre d’une attaque généralisée ou systématique lancée contre toute population civile et en connaissance de cette attaque », selon l’art. 7 du Statut de Rome de la Cour pénale internationale.  
Il convient désormais d’examiner si l’on peut qualifier cette attaque comme « persécution de tout groupe ou de toute collectivité identifiable pour des motifs d’ordre politique, racial, national, ethnique, culturel, religieux ou sexiste » selon la let. h.  
Tout d’abord, afin qu’un groupe soit qualifié de « groupe ou collectivité », des coutumes ou institutions communes sont nécessaires,. C’est certainement le cas pour le peuple Yéniches. 
Il est important de noter à ce sujet que cette énumération n’est pas exhaustive. Toute violation des droits de l’homme ou de libertés fondamentales considérées comme inhumaines peut constituer une infraction selon cet article,,. Dans le cas d’espèce, les enfants étaient retirés de leurs parents non pas pour une raison objectivement justifiée, mais pour leur appartenance à un groupe minoritaire et à leur mode de vie nomade. Le droit au respect de la vie familiale garanti par l’art. 8 CEDH ainsi que le droit à la liberté et à la sureté garanti par l’art. 5 CEDH ont tous été violés sans justification reconnue par le droit international public. Effectivement, ces actes n’étaient pas motivés par le bien-être de ces enfants, mais plutôt par des idées politiques, ethniques ou culturelles.  
Les éléments constitutifs de l’art. 7 du Statut de Rome de la Cour pénale internationale, intitulé « Crime contre l’humanité », sont effectivement remplis dans le cas d’espèce.  

##### c) Attribution à l’État
Il ne suffit cependant pas qu’un crime contre l’humanité soit commis pour que ce dernier soit reproché à la Confédération suisse. Encore faut-il que celui-ci soit attribué à l’État. Il convient dès lors d’examiner les règles sur la responsabilité de l’État. 
Selon l’article 11 des Règles sur la responsabilité de l’État pour fait internationalement illicite élaborées par la Commission du droit international des Nations Unies, un comportement peut être attribué à un État lorsqu’il est reconnu et adopté comme sien par ce dernier, même s’il a été initialement accompli par un acteur non étatique. Cette disposition établit que la reconnaissance explicite ou implicite d’un comportement par l’État engage sa responsabilité.
Dans le cas de l’Œuvre des enfants de la grand-route, bien que cette initiative ait été menée par la fondation privée Pro Juventute, la Confédération a entretenu des liens étroits, avec cette organisation. Elle a notamment apporté un soutien financier régulier entre 1930 et 1967, par le biais de subventions. Ce financement, renouvelé pendant plusieurs décennies, témoigne d’un soutien politique et moral.
De plus, les autorités fédérales n’ont à aucun moment remis en cause publiquement ce programme lors de sa mise en œuvre. Au contraire, leur implication et l'absence de surveillance ou de condamnation officielle pendant près d’un demi-siècle renforcent l’idée d’une reconnaissance implicite du comportement de Pro Juventute par l'État.
Ainsi, au regard du droit international, les actes de Pro Juventute sont attribuables à l’État suisse. Ce lien d’attribution a d’ailleurs été reconnu explicitement par le Conseil fédéral dans sa déclaration de février 2025, où admet la responsabilité de la Confédération.

#### 3. Réactions à l’avis de droit
Cet avis de droit a suscité de vives réactions. Le refus de qualifier la persécution des Yéniches comme génocide a été très controversé. 
Pour certains, cet avis de droit représente une grande avancée vers la justice. Selon Diggelmann, « ce fut une mesure remarquable de la part de notre gouvernement de reconnaître que cela pouvait être qualifié de crime contre l’humanité selon les normes contemporaines ».  
Pour d’autres, l’argument selon lequel il n’y avait pas d'intention d'anéantir physiquement ou biologiquement un groupe, donc pas de génocide, est contestable. Selon l’historien Thomas Huonker, "c'était une persécution systématique de tout un groupe ethnique, dans la vision de le détruire comme groupe", ce qui qualifierait les actes commis à l’encontre du peuple Yéniches de génocide. Nadja Capus ajoute que la définition adoptée par l’avis de droit selon laquelle il ne suffit pas d’avoir une intention de détruire, mais il faut une intention biologique ou physique spécifique de détruire, n’est pas convainquante.  Toujours dans le même sens, le Père Albrecht, aumônier des gens du voyage, exprime une déception quant à l'usage du terme « crime contre l'humanité » au lieu de « génocide ».  Pour le ce dernier, la communauté yéniche aurait préféré garder le terme de génocide qui inclut la notion de peuple.  

### Communiqué du Conseil fédéral (publié le 20 février 2025)
Ce sont sur ces bases de droit international publique actuel que le Conseil fédéral, le 20 février 2025, reconnait la persécution des Yéniches comme un crime contre l’humanité dans un communiqué. Autrement dit, la Confédération se prononce officiellement sur ces événements passés. Elle « reconnaît que les actes perpétrés dans le cadre du programme « Œuvre des enfants de la grand-route » doivent être qualifiés de « crimes contre l’humanité » selon les critères du droit international public actuels et tient à réitérer les excuses formulées en 2013 à l’égard des personnes et des communautés touchées pour les injustices commises ». 
Il est important de préciser en qui ont consisté les excuses de 2013. En effet, celles-ci n’étaient aucunement adressée spécifiquement au Yéniches. Au contraire, elles étaient adressées à toutes les « victimes de mesures de coercition à des fins d’assistance et de placements extrafamiliaux ». Ce n’est qu’en 2025, lorsque le Conseil fédéral réitère ses excuses de 2013, que, la conseillère fédérale Elisabeth Baume Schneider précise que « ces excuses s’adressaient aussi aux Yéniches, quoique cela n’ait pas été explicitement mentionné ». Cette manière d’aborder des excuses tant attendues est mal passée auprès de la communauté yéniche. Selon Sandra Gerzner, représentante de cette communauté, « ce ne sont pas des excuses. Comme le souligne le Père Albrecht, il est regrettable que les excuses formulées en 2013 n'aient pas explicitement mentionné les Yéniches, ce qui a été perçu comme une minimisation de leur souffrance.  

## Dans la culture

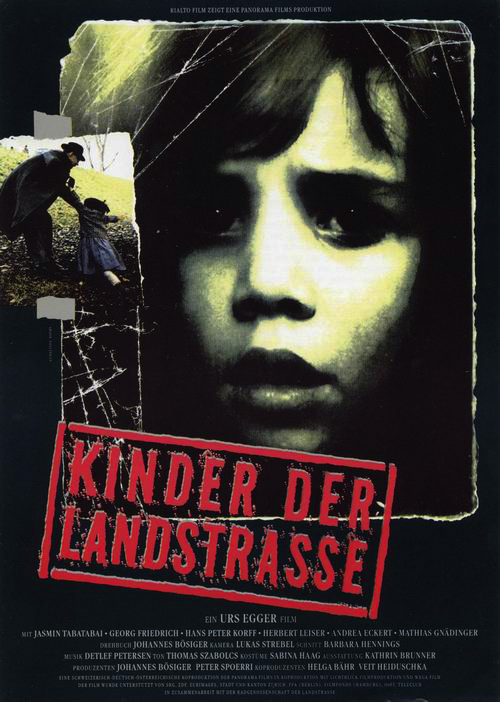
L'affiche du film de 1992.

Le programme est le sujet d'un film allemand sorti en 1992, Kinder der Landstrasse.

#### Situations comparables
- Amérindiens: Pensionnats pour Autochtones au Canada
- Aborigènes d'Australie: Générations volées, National Sorry Day, Guerres de l'histoire
- Enfants réunionnais: Enfants de la Creuse (Bumidom)
- Empire ottoman: Devchirmé